# Josef Kestel

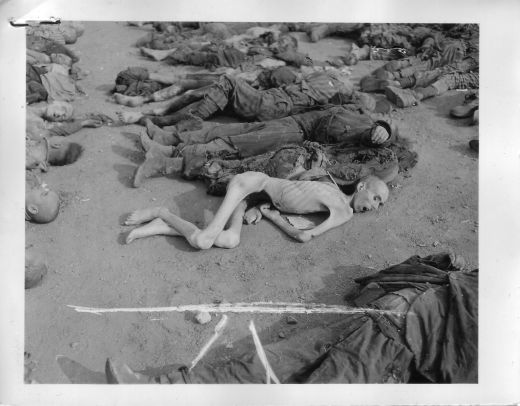
Dödsoffer i Außenlager Boelcke-Kaserne i Nordhausen.

Josef Kestel, född 29 oktober 1904 i Kronach, död 19 november 1948 i Landsberg am Lech, var en tysk SS-Hauptscharführer och dömd krigsförbrytare. 

## Biografi
Kestel tillhörde från 1933 vaktmanskapet i koncentrationslägret Dachau och blev där 1937 Blockführer. Från oktober 1940 till den 11 april 1945 var han lägervakt i Buchenwald. Där var han bland annat Blockführer samt Kommandoführer för en straffbataljon i ett stenbrott.
I början av 1945 utsågs Kestel till ställföreträdare åt Heinrich Josten, som var lägerchef i Außenlager Boelcke-Kaserne, ett av Mittelbau-Doras satellitläger. I detta läger avled tusentals fångar på grund av undernäring och vanvård.
Efter andra världskriget greps Kestel och ställdes 1947 tillsammans med 30 andra misstänkta krigsförbrytare inför rätta vid Buchenwaldrättegången. Den 14 augusti 1947 dömdes han till döden genom hängning, då domstolen ansåg att han bar ansvaret för de fångar som hade dött i Buchenwalds stenbrott. Efter att ha fått avslag på två nådeansökningar avrättades Kestel i Landsbergfängelset den 19 november 1948.